# Borys Karnicki
Borys Karnicki (ur. 12 września?/25 września 1907 we Władywostoku, zm. 15 lutego 1985 w Londynie) – komandor porucznik (Marynarka Wojenna Polskich Sił Zbrojnych), uczestnik II wojny światowej, dowódca okrętu podwodnego ORP „Sokół”, kawaler Orderu Virtuti Militari.

## Przed wojną
Ojciec Borysa, Aleksander Karnicki, był dowódcą 2 Zaamurskiego pułku kawalerii armii carskiej, a następnie generałem dywizji Wojska Polskiego. Jego starszy brat – Jerzy Karnicki – był oficerem-lotnikiem; zginął w 1930 w wieku 25 lat w katastrofie lotniczej na warszawskiej Woli.
Borys Karnicki ukończył w roku 1927 szkołę średnią w Bydgoszczy, a w roku 1930 Szkołę Podchorążych Marynarki Wojennej (piąta lokata). Następnie służył na torpedowcu ORP „Podhalanin”, jako oficer flagowy dywizjonu szkolnego, a także jako oficer wachtowy na okrętach podwodnych ORP „Żbik”, ORP „Ryś” i ORP „Wilk”. Ponadto był oficerem sztabu Dowództwa Floty. Był słuchaczem Kursu Oficerów Artylerii Morskiej (w tym 4-tygodniowa praktyka we Francji) i Kursu Oficerów Podwodnego Pływania. O życiu w Gdyni w tamtych latach pisał:

Życie na Wybrzeżu i w Gdyni było latem bardzo ożywione. Letnicy z całej Polski roili się i każdy mundur marynarski był dla nich wielką atrakcją. Ale jesienią zimą i wiosną budująca się Gdynia nie była tak atrakcyjna, (...) najczęściej szło się do kasyna oficerskiego na Oksywiu. Grało się w bilard albo w brydża, a potem pan Józef robił kolację, przeważnie kaszankę z kiszoną kapustą. Jeśli do kolacji zasiadało nas mniej niż czterech, zapraszało się portret jednego z naszych przodków morskich z kolekcji wiszącej na sali balowej. A więc kapra Dickmana albo dowódcę armady Krzysztofa Arciszewskiego. Popiersie zaproszonego gościa stawiało się na krześle i wtedy wyglądał on jak żywy. Myśmy do kolacji pili wódkę, a zaproszony dostawał kieliszek kolorowego likieru. Przyjemnie było patrzeć jak Krzysztofowi Arciszewskiemu likier skapywał z brody na dublet...

## Na „Wilku” i „Sokole”
W chwili wybuchu wojny był zastępcą dowódcy ORP „Wilk”. Po bezowocnych działaniach na Bałtyku okręt przedarł się przez Cieśniny Duńskie i Morze Północne do Szkocji. Od tego wydarzenia minęło wiele miesięcy, a załoga okrętu nie miała się czym poszczycić. Morale było niskie. W czerwcu 1940 roku „Wilk” pod jego dowództwem staranował inny okręt podwodny. Zastępcą dowódcy był wówczas kpt. Bolesław Romanowski. Oto jego relacja:

Zderzenie nastąpiło w momencie, gdy kiosk jego zniknął pod wodą. Trafiliśmy dziobem i dolną częścią kadłuba w jego górną część kadłuba pod kioskiem, naszymi śrubami mogliśmy zahaczyć o kiosk niemieckiego okrętu. Jeśli uszkodziliśmy jego kadłub, sztywny Niemiec na pewno został zatopiony, kto zresztą wie, czy uderzając w jego burtę nie wywróciliśmy go do góry stępką. W każdym razie Niemiec manewr zanurzenia skończył dopiero na dnie.

Przypuszczano, że mógł to być niemiecki U-102 lub U-122 (oba zaginęły w czerwcu lub lipcu), jest jednak również prawdopodobne, że staranowany został holenderski O-13, który zaginął w okolicach sektora patrolowanego przez „Wilka”, lub wrak (pojawiły się też spekulacje, że mogła to być urwana boja). H.R. Bachmann i Jerzy Pertek, a za nimi Mariusz Borowiak odnotowali, że w dzienniku pokładowym „Wilka” nie ma wzmianki o staranowaniu U-Boota.
W tym samym czasie, gdy stało się jasne, że ORP „Orzeł” został bezpowrotnie stracony, Royal Navy postanowiła przekazać jeden z wybudowanych właśnie okrętów podwodnych Polakom. Z załogi „Wilka” wydzielono część mającą stać się szkieletową załogą okrętu, który otrzymał nazwę „Sokół”. Jego dowódcą został kpt. Borys Karnicki.
W okresie od stycznia 1941 do końca lipca 1942 roku ORP „Sokół” przeprowadził wiele działań bojowych, takich jak blokowanie Brestu, operacje na obszarze Morza Śródziemnego w oparciu o bazę na Malcie, atak na bazę nieprzyjacielską w Navarino, za co gen. Władysław Sikorski udekorował Karnickiego Orderem Virtuti Militari (odpiął go z własnej piersi).
„Sokół” i drugi polski okręt podwodny operujący w basenie Morza Śródziemnego, ORP „Dzik”, zyskały (ze względu na osiągnięcia) miano terrible twins (strasznych bliźniaków), jednak – co wyszło na jaw po wojnie – niezasłużenie.

## Ostatnie lata
Po powrocie „Sokoła” do Anglii Karnicki został, jako komandor podporucznik, skierowany do pracy w Kierownictwie Marynarki Wojennej. Po wojnie pozostał na emigracji. W roku 1983 reprezentował Stowarzyszenie Marynarki Wojennej na uroczystości poświęcenia Panteonu Pamięci Marynarki Wojennej na Oksywiu. Został wybrany członkiem honorowym Bractwa Okrętów Podwodnych Ligi Morskiej.
Był autorem książki Marynarski worek wspomnień (Wydawnictwo Ministerstwa Obrony Narodowej, Warszawa 1987, ISBN 83-11-07453-4).
Urnę z prochami zmarłego komandora przywiozły do kraju żona i córki. 6 maja 1985 roku w porcie wojennym na Oksywiu odbyła się specjalna uroczystość żałobna, w czasie której zmarłemu oddano honory wojskowe. Spoczął na Cmentarzu Oksywskim w Gdyni.

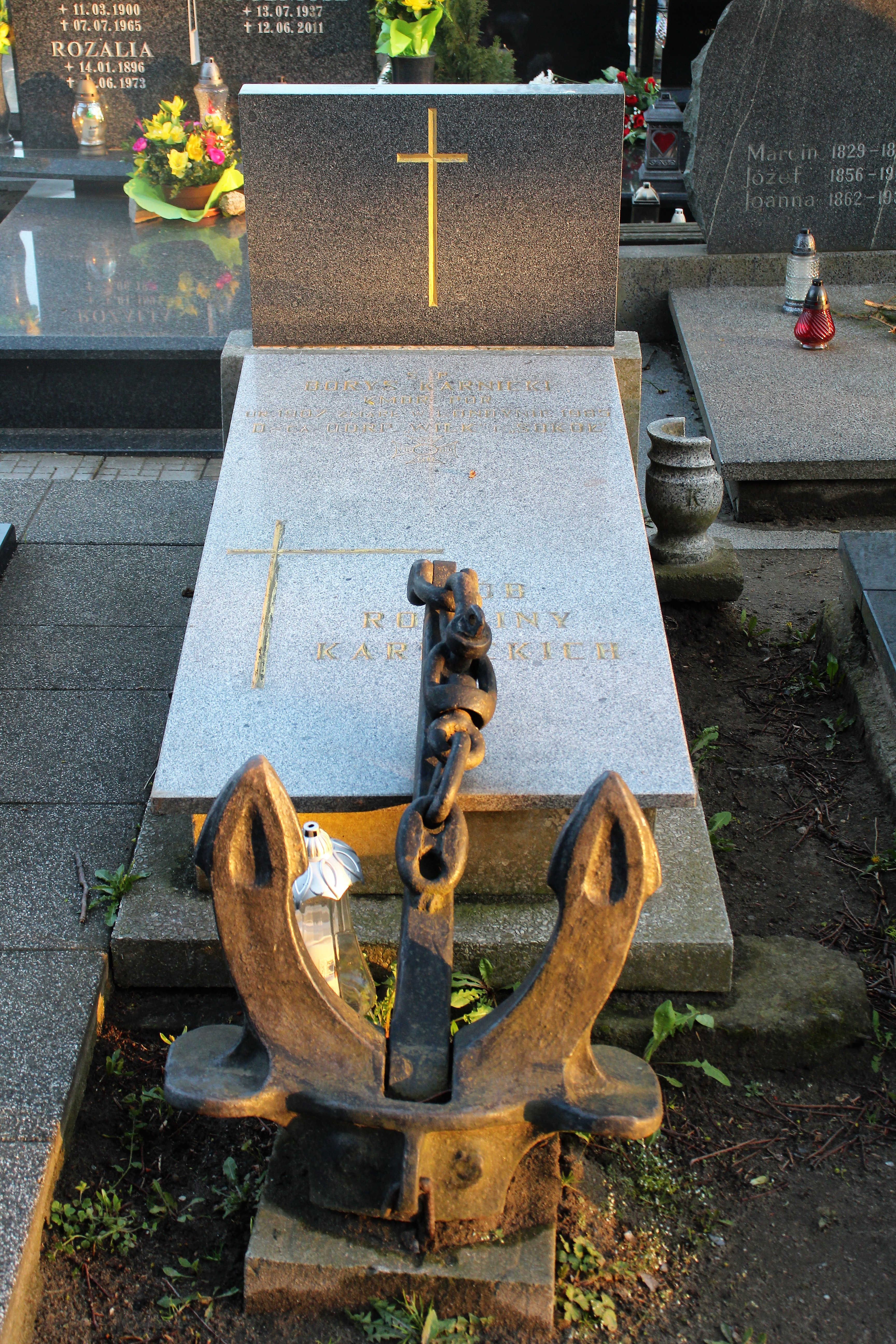
Grób Borysa Karnickiego na cmentarzu parafialnym w Gdyni-Oksywiu

## Odznaczenia
- Krzyż Srebrny Orderu Virtuti Militari nr 9314[12]
- Krzyż Kawalerski Orderu Odrodzenia Polski (11 listopada 1984, za zasługi w pracy niepodległościowej i społecznej)[13][14]
- Krzyż Walecznych – dwukrotnie
- Złoty Krzyż Zasługi z Mieczami
- Krzyż Walecznych – trzykrotnie
- Order Danebroga (Dania, 1936)[15]
- Distinguished Service Order
- Atlantic Star
- Africa Star